# Compagnie Industriali Riunite
Die CIR S.p.A. (Compagnie Industriali Riunite) ist eine italienische Industrieholding, die von der Familie De Benedetti kontrolliert wird. Das Unternehmen ist an der Borsa Italiana im Index FTSE Italia Mid Cap gelistet.

## Geschichte
1976 erwarb Carlo De Benedetti das Unternehmen CIR und wandelte es in eine Industrieholding um; im selben Jahr wurde als erste Investition die AMF Sasib gekauft. 1978 erwarb CIR im Rahmen einer Kapitalerhöhung die Aktienmehrheit an Olivetti und Carlo De Benedetti wurde Vorstandsvorsitzender von Olivetti. 1981 begann CIR mit der Übernahme von Sogefi seine Aktivitäten im Bereich Automobil, die in den folgenden Jahren durch weitere Zukäufe ausgebaut wurden. 1985 wurde der Lebensmittelhersteller Buitoni-Perugina übernommen – 1988 wurde dieser an Nestlé verkauft. 1987 beteiligte CIR sich an der Mondadori-Gruppe, die 1989 die Kontrolle über den Verlag Espresso übernahm. 1991/1992 wurde Mondadori zerschlagen und zwischen CIR und Fininvest aufgeteilt; Fininvests Teil wurde zu Arnoldo Mondadori Editore, CIRs zur GEDI Gruppo Editoriale; auch der Bereich Medien wurde in den folgenden Jahren weiter ausgebaut. 1998 verkaufte CIR seine Beteiligung an Olivetti. 1999 wurde – zusammen mit der dem Elektrizitätskonzern Österreichische Elektrizitätswirtschafts-AG – das Unternehmen Energia (später umbenannt in Sorgenia) für Investments im Energiesektor gegründet, 2002 bekam Energia die Erlaubnis zum Bau eines Kraftwerks in Termoli.
2003 wurde die HSS-Holding Sanità e Servizi für Aktivitäten im Bereich Gesundheit gegründet. 2005 wurde Jupiter Finance gegründet, um im Bereich Notleidender Kredite tätig zu werden. 2007 kaufte CIR gemeinsam mit Merrill Lynch Oakwood Financial Investments. 2009 wurde der Fininvest-Konzern des Berlusconi-Clans wegen Bestechung eines Richters im Zusammenhang mit der Zerschlagung des Mondadori-Unternehmens zu einer Entschädigung in Höhe von 750 Mio. € an die CIR Gruppe verurteilt.
Die Beteiligungen im Elektrizitätsbereich (Sorgenia) wurden im Jahr 2015 an die finanzierenden Banken abgetreten.

## Portfolio
CIR ist eine reine Holding-Gesellschaft, die nicht in das Tagesgeschäft seiner Beteiligungen eingreift. Das Portfolio soll dabei eine Mischung aus renditestarken und wachstumsstarken Investitionen beinhalten.
Das Portfolio von CIR gliedert sich (Stand 2017) in die Bereiche Media, Automotive Components, Healthcare und Financial Services, die über Unterholdings verwaltet werden.
Mit einem Umsatz von 2.6 Milliarden Euro (2016) trägt der Bereich Utilities den größten Teil zum Konzernumsatz bei, gefolgt von Media und Automotive Components mit je einer Milliarde.

### Media
Der Bereich Media hält einen Anteil von 56,5 % (Stand 2017) an GEDI Gruppo Editoriale, zu der unter anderem die Zeitung La Repubblica, die Zeitschrift L’Espresso, 16 Lokalzeitungen sowie die Radiosender Radio Deejay, Radio Capital und m2o gehören.

### Automotive Components
Der Bereich Automotive Components hält einen Anteil von 57,1 % (Stand 2017) an der Sogefi, die über die Jahre durch zahlreiche Zukäufe zu einem führenden Automobilzulieferer insbesondere für Filter und Federungen ausgebaut wurde; Sogefi hält unter anderem folgende Beteiligungen.

### Healthcare
Der Bereich Healthcare hält einen Anteil von 59,5 % (Stand 2017) an der KOS-Gruppe, diese hält im Wesentlichen drei Beteiligungen::
- Residenze Anni Azzurri and Meia, betreibt 51 Pflegeheime (Stand 2017)
- S. Stefano, Rehab, Redancia, betreibt 10 Reha-Zentren (Stand 2017)
- Ospedale di Suzzara, betreibt Krankenhäuser oder Teile davon

### Sonstige
Der frühere Bereich Utilities mit einer Mehrheitsbeteiligung am Energieversorgungsunternehmen Sorgenia, dem größten nach der Deregulierung des Marktes gegründeten Energieunternehmen Italiens, wurde im Jahr 2015 abgegeben. Der Bereich Financial Services mit seinen Beteiligungen an Jupiter Finance und Oakwood group wurde an die Deutsche Bank abgegeben.
Darüber hinaus gibt es noch einige weitere kleine Aktivitäten, u. a. im Bereich Immobilien und Risikokapital.

## Anteilseigner
Stand: November 2024
| Gesellschaft                                 | Kapitalanteile |
| -------------------------------------------- | -------------- |
| Fratelli De Benedetti (De Benedetti Familie) | 38,017 %       |
| Cobas Asset Management                       | 11,696 %       |
| Eigene Aktien                                | 3,156 %        |
| Streubesitz                                  | 47,131 %       |